# Rajské fontány
Rajské fontány je vědeckofantastický román Arthura C. Clarka, vydaný v roce 1979. Události odehrávající se v 22. století popisují konstrukci kosmického výtahu. Tato „orbitální věž“ jest gigantická konstrukce, která se tyčí z povrchu zemského a je propojena se satelitem na geostacionární orbitě ve výšce asi 36 000 kilometrů. Taková stavba by měla být použita pro dopravu nákladu na oběžnou dráhu bez použití raket, čímž by se stala velice efektivní.

## Obsah knihy
V románu je vylíčen život starověkého krále Kálidásy, kterým nastiňuje budoucí dobrodružství inženýra Vannevara Morgana, který je rozhodnut vybudovat výtah do vesmíru. Vedlejší zápletky románu opisují kolonizaci sluneční soustavy a první kontakt s mimozemskou inteligencí. Clarke si také zahrává s myšlenkou, že náboženství je důsledkem sexuálního chovaní lidí (zde zřejmě vychází z práce Sigmunda Freuda – Totem a Tabu), i když to není hlavní idea románu. 
Příběh se odehrává na ostrově nazvaném Taprobané, který je smyšlený, "avšak z devadesáti procent se přece jen shoduje s Cejlonem, nynější Srí Lankou" (Taprobané je starořecký název Srí Lanky); nejdůležitější odlišností je, že románová Taprobané se nachází na rovníku (což je pro kosmický výtah nezbytné), zatímco skutečná Šrí Lanka je o několik set kilometrů severněji. Popis zřícenin paláce Jakkagala se zcela shoduje se skutečnými ruinami skalní pevnosti Sígirija na Srí Lance.
Autor v příběhu demonstruje mikroskopicky tenký, ale silný "hyperfilament", který činí stavbu výtahu proveditelnou. Třebaže k výrobě hyperfilamentu je nutno "kontinuální pseudomonodimenzionální krystal diamantu" [str. 36 v knize], autor se později nechal slyšet, že by tuto roli mohl sehrát jiný typ uhlíku, fulleren, při konstrukci skutečného kosmického výtahu.
Nejnovější vývoj v technologii uhlíkových nanotrubic přiblížil kosmický výtah ke skutečnosti.
Epilog zobrazuje Zemi s několika vesmírnými výtahy vedoucími ke gigantickému „Kruhovému městu“, vesmírné stanici, která obíhá Zemi v geostacionární výšce. Patrná je analogie s kolem: kosmická stanice je věnec kola (tzv. planetární prstenec), Země je osa, a šestice výtahů ve stejné vzdálenosti představuje špice.

## Podobnost s jinými Clarkovými pracemi
- Uprostřed románu se objevuje robotická vesmírná loď mimozemského původu, pojmenovaná Xenostellar (místo původu civilizace, jíž byla vyslána, je pojmenováno Xenopolis), která přechází naší sluneční soustavou. Obdobná situace byla vylíčená v románu Setkání s Rámou, ačkoli vnější vzhled lodi a její komunikace s lidmi se liší.

- První třetina románu 3001: Poslední vesmírná odysea opisuje podrobnosti vnitřku kruhového obydlí obklopujícího Zemi, jež je spojeno se zemským povrchem pomocí čtyř kosmických výtahů. Na konci Rajských fontán můžeme spatřit toto kruhové obydlí poprvé – třebaže má 6 výtahů a ne čtyři.

- Na konci Rajských fontán je Země sevřena v ledovém objetí, jelikož Slunce se ochladilo. Ta samá situace se objevuje v první části Clarkovy povídky "Expedition to Earth" (někdy též "History Lesson") (česky "Výprava na Zemi").

- Mimozemšťan, se kterým se setkáváme na konci Rajských fontán, je poněkud fyzičtější forma Roje – mimozemšťanů, kteří přistáli na pravěké Zemi v povídce "Posedlí".

## Ocenění a nominace
- Cena Nebula pro nejlepší román – 1979 [1]
- Cena Hugo pro nejlepší román – 1980 [2]